# Orden de la Amistad de los Pueblos (Afganistán)
La Orden de la Amistad de los Pueblos (en pastún: د خلکو د دوستۍ امر‎) es una condecoración otorgada por la extinta República Democrática de Afganistán establecida mediante decreto del Presídium del Consejo Revolucionario el 24 de diciembre de 1980. La medalla se otorgaba tanto a ciudadanos afganos como a extranjeros e instituciones por sus sobresalientes servicios al estado.

## Estatuto de concesión
Los criterios para la concesión de la orden eran:
- La excelente labor realizada en la promoción y fortalecimiento de la fraternal amistad de todos los pueblos y naciones con Afganistán;
- Los éxitos en los esfuerzos por el crecimiento y fortalecimiento de la economía nacional de la República en el excelente servicio al Estado ya la edificación de la nación;
- La contribución al desarrollo político, el enriquecimiento mutuo y el intercambio cultural entre las tribus y pueblos de Afganistán, por la participación activa en la formación de ciudadanos en espíritu de amistad e internacionalismo proletario y devoción por el país;
- Méritos en el fortalecimiento del poder de defensa de la República;
- Contribuciones en el fortalecimiento de la amistad entre los pueblos.

La Orden de la Amistad de los Pueblos se lleva en el lado izquierdo del pecho y en presencia de otras órdenes o medallas de la República Democrática de Afganistán se coloca después de la Orden de la Bandera Roja.

## Descripción
La insignia es una estrella plateada de cinco puntas. Entre las puntas hay estrellas doradas convexas. En el centro de la orden hay una imagen del globo terráqueo, cuyas áreas terrestres están doradas y los mares están cubiertos con esmalte azul, sobre la representación de la tierra hay una estrella dorada de cinco puntas. El globo y las estrellas estaban rodeados por una cinta esmaltada en blanco, en cuyos lados hay imágenes de mazorcas de maíz. En la parte superior de la cinta está la inscripción en letras doradas «República Democrática de Afganistán» y debajo «Amistad de los pueblos». En el reverso figuraba el número de serie de la condecoración aunque en algunos casos este número no estaba presente.
Con la ayuda de un ojal y un anillo, la orden se conecta a un bloque rectangular con ranuras longitudinales en la parte superior e inferior, a través de las cuales el interior del bloque se cubre con una cinta de muaré de seda roja de 24 mm de ancho.